# Zweikampf-Europameisterschaft der Junioren 1973

Logo CEB (ausrichtender Verband)

Die Zweikampf-Europameisterschaft der Junioren 1973 war das dritte Turnier in dieser Disziplin des Karambolagebillards und fand vom 22. bis zum 25. März 1973 in Herentals statt.

## Geschichte
Das Jugendturnier wurde vom Europäischen Billard-Verband CEB ab 1967 erstmals als Europameisterschaft durchgeführt. Es wurde ein Zweikampf mit den Disziplinen Freie Partie und Cadre 47/2 gespielt. Die Altersgrenze der Teilnehmer wurde auf 21 Jahre verkürzt.

## Modus
Gespielt wurde das ganze Turnier im Round Robin Modus.
1. PP = Partiepunkte
2. MP = Matchpunkte
3. VGD = Verhältnismäßiger Generaldurchschnitt
4. BVED = Bester Einzel Verhältnismäßiger Durchschnitt

Bei der Berechnung des VGD wurde die portugiesische Tabelle von 1972 angewendet:
In der Endtabelle wurden die erzielten Partiepunkte vor den Matchpunkten und dem VGD gewertet.

## Abschlusstabelle
| MP    | Match Points (Sieger = 2; Unentschieden = 1; Verlierer = 0) |
| Pkte. | Erzielte Karambolagen                                       |
| Aufn. | Benötigte Versuche                                          |
| GD    | Generaldurchschnitt                                         |
| BED   | Bester Einzeldurchschnitt eines Spielers                    |
| HS    | Höchstserie                                                 |
|       | Bester GD des Turniers                                      |
|       | Bester ED des Turniers                                      |
|       | Beste HS des Turniers                                       |
|       | 1. Platz (Gold)                                             |
|       | 2. Platz (Silber)                                           |
|       | 3. Platz (Bronze)                                           |

| Endklassement | Endklassement          | Endklassement | Endklassement | Endklassement | Endklassement |
| Platz         | Name                   | PP            | MP            | VGD           | BVED          |
| ------------- | ---------------------- | ------------- | ------------- | ------------- | ------------- |
| 1             | Christ van der Smissen | 27:1          | 14:0          | 109,02        | 215,00        |
| 2             | Peter Bracke           | 22:6          | 11:3          | 52,76         | 278,33        |
| 3             | Paul van de Voorde     | 21:7          | 10:4          | 41,44         | 145,38        |
| 4             | Paul Couespel          | 14:14         | 7:7           | 32,19         | 131,66        |
| 5             | Thomas Wildförster     | 12:16         | 6:8           | 26,51         | 60,61         |
| 6             | Jürgen Kresse          | 12:16         | 6:8           | 18,30         | 62,65         |
| 7             | Alain Bury             | 4:24          | 2:12          | 11,53         | 12,52         |
| 8             | Claude Blanc           | 0:28          | 0:14          | 6,83          | –             |

## Disziplintabellen
| Platz                      | Name                   | MP   | Pkte. | Aufn. | GD     | BED    | HS  | VGD    |
| -------------------------- | ---------------------- | ---- | ----- | ----- | ------ | ------ | --- | ------ |
| 1                          | Christ van der Smissen | 13:1 | 1750  | 12    | 145,83 | 250,00 | 956 | 145,83 |
| 2                          | Paul van de Voorde     | 11:3 | 1510  | 40    | 37,75  | 250,00 | 282 | 37,75  |
| 3                          | Peter Bracke           | 10:4 | 1426  | 29    | 49,17  | 83,33  | 223 | 49,17  |
| 4                          | Paul Couespel          | 8:6  | 1328  | 39    | 34,05  | 125,00 | 183 | 34,05  |
| 5                          | Thomas Wildförster     | 6:8  | 1221  | 38    | 32,13  | 50,00  | 211 | 32,13  |
| 6                          | Jürgen Kresse          | 6:8  | 1138  | 62    | 18,35  | 25,00  | 156 | 18,35  |
| 7                          | Alain Bury             | 2:12 | 433   | 46    | 9,41   | 13,15  | 131 | 9,41   |
| 8                          | Claude Blanc           | 0:14 | 353   | 72    | 4,90   | –      | 33  | 4,90   |
| Turnierdurchschnitt: 27,09 |                        |      |       |       |        |        |     |        |

| Platz                      | Name                   | MP   | Pkte. | Aufn. | GD    | BED    | HS  | VGD   |
| -------------------------- | ---------------------- | ---- | ----- | ----- | ----- | ------ | --- | ----- |
| 1                          | Christ van der Smissen | 14:0 | 1050  | 28    | 37,50 | 75,00  | 147 | 72,22 |
| 2                          | Peter Bracke           | 12:2 | 1039  | 35    | 29,68 | 150,00 | 217 | 56,32 |
| 3                          | Paul van de Voorde     | 10:4 | 1001  | 42    | 23,83 | 50,00  | 102 | 45,13 |
| 4                          | Paul Couespel          | 6:8  | 663   | 41    | 16,17 | 75,00  | 84  | 30,34 |
| 5                          | Thomas Wildförster     | 6:8  | 754   | 61    | 12,36 | 18,75  | 99  | 20,90 |
| 6                          | Jürgen Kresse          | 6:8  | 668   | 61    | 10,95 | 50,00  | 67  | 18,25 |
| 7                          | Alain Bury             | 2:12 | 550   | 67    | 8,20  | 7,14   | 63  | 13,66 |
| 8                          | Claude Blanc           | 0:14 | 342   | 65    | 5,26  | –      | 44  | 8,76  |
| Turnierdurchschnitt: 15,16 |                        |      |       |       |       |        |     |       |